# Fayçal Cheffou
Fayçal Cheffou est un journaliste belge originaire de Bruxelles célèbre pour avoir été confondu par erreur avec Mohamed Abrini, l'un des terroristes des attentats du 22 mars 2016 à Bruxelles.

## Carrière professionnelle
Fayçal Cheffou a commencé sa carrière médiatique au début des années 2000. Il a été animateur radio sur diverses chaînes allant du grand public à la radio spécialisée (en hip-hop, notamment). Il a également travaillé un temps dans le social pour aider les personnes défavorisées. Lors des attentats du 22 mars 2016 à Bruxelles, il travaillait en tant que journaliste indépendant sur le sujet de l’accueil des demandeurs d'asile en Belgique, condamnant l'enfermement de ceux-ci dans des centres  fermés.

## Confusion avec « l'homme au chapeau »

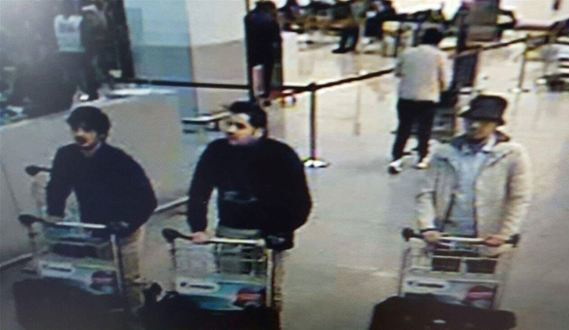
Image de vidéosurveillance des trois personnes responsables des attentats à l'aéroport de Zaventem. À gauche, Najim Laachraoui ; au centre, Ibrahim El Bakraoui et à droite, Mohamed Abrini.

Fayçal Cheffou est confondu par erreur avec « l'homme au chapeau », Mohamed Abrini, l'un des trois terroristes de l'attentat du 22 mars 2016 à l'Aéroport de Bruxelles-National situé à Zaventem par la police et la justice belge. Cette confusion est la conséquence de la mauvaise qualité des images de vidéosurveillance qui sont utilisées pour procéder à l'identification du suspect, d'une erreur lors d'une parade d'identification où le chauffeur de taxi ayant transporté les trois terroristes vers l'aéroport a cru reconnaître formellement « l'homme au chapeau », ainsi que la présence filmée de Fayçal Cheffou sur les lieux de l'attentat de la station Maelbeek peu de temps après les faits. En ce qui concerne sa présence à proximité de la station de métro Maalbeek, Fayçal Cheffou admet être passé devant la station de métro après l'attentat par curiosité alors qu'il habitait non loin de là. Son travail de journaliste indépendant condamnant l'enfermement des demandeurs d'asile dans des centres  fermés en Belgique est également interprété par les enquêteurs comme un indice de sa radicalisation. 
À la suite de son arrestation, son nom et sa photographie fuitent dans la presse. Fayçal Cheffou fait alors la une des médias internationaux.
Le 26 mars 2016, il est inculpé pour participation aux activités d'un groupe terroriste, assassinats terroristes et tentative d'assassinats terroristes. 
Le juge d'instruction le libère le 28 mars 2016 pour plusieurs raisons : sa morphologie ne correspond pas à celle de « l'homme au chapeau » (Fayçal Cheffou mesure 1,66 m et est plutôt mince, alors que Mohamed Abrini mesure 1,75 m et était de corpulence athlétique au moment des faits), son ADN et ses empreintes digitales ne correspondent pas à ce qui est retrouvé sur le chariot à bagages utilisé par les terroristes à l'aéroport de Zaventem, ni à ce qui est retrouvé dans le taxi ayant transporté les trois terroristes vers l'aéroport, tandis que l'analyse de son téléphone portable montre qu'il était chez lui le matin des attentats et qu'il a même reçu des appels téléphoniques.  
Après sa libération sans condition, Fayçal Cheffou est arrêté puis relâché à cinq reprises par la police. Il est notamment arrêté car un témoin l'aurait aperçu près du palais de justice de Bruxelles après une alerte à la bombe. Il est probable que la large médiatisation de sa photographie ait créé une certaine psychose autour de lui. 
Un livre intitulé « Ils m'ont fait porter le chapeau », en référence au chapeau porté par Mohamed Abrini le jour des attentats du 22 mars 2016 à Bruxelles, écrit avec le journaliste Benjamin Vanlerberghe — également auteur des « Pieds de l'iris, chroniques des Bruxellois errants d'aujourd'hui » en 2017 et de la pièce de théâtre « L'Art et l'Artifice, histoire de l'inconnu qui vient » —, préfacé par Nadia Fadil, sociologue et anthropologue à la KU Leuven, relatant l'entretien entre Fayçal Cheffou et le journaliste, est publié aux éditions Antidote en mars 2019. Une importante couverture médiatique à l'occasion de la sortie de ce livre permet à Fayçal Cheffou de rappeler son innocence et de dénoncer la faille dans le système judiciaire belge qui permet d'être à la fois inculpé et innocenté, ce jusqu'à la tenue du procès des réels coupables, contrairement au système allemand, notamment.
Début janvier 2021, Fayçal Cheffou est définitivement blanchi. De plus, la justice belge lui présente des excuses.

### Préjudices
Fayçal Cheffou subit plusieurs préjudices liés à son arrestation.
Violences au commissariat
Il est violenté dès son arrestation par les forces de police. Des intimidations, mais également des coups prennent place. Comme il l'explique dans son livre, il est menacé de mort (un policier lui met un pistolet sur le crâne, chargé d'une vraie balle).  
Non respect de ses droits en prison
En prison, le sous-directeur, du nom de Casteleyn, lui affirme qu'il n'aurait aucun traitement de faveur. Fayçal Cheffou ne peut avoir connaissance de ses droits et du règlement d'ordre intérieur de la prison de Forest où il était incarcéré.
Sur le plateau de TPMP, il explique que le sous-directeur lui retire tout de sa cellule, tout en lui laissant un rasoir et en lui disant « tu vas en avoir besoin ». Il explique également avoir débuté une grève de la faim en prison après avoir constaté que son repas était couvert de crachats.
Diffamations dans la presse
Dans les médias, Fayçal Cheffou est qualifié de terroriste et non de « suspecté d'actes de terrorisme ». De ce fait, il est diffamé par plusieurs médias, y compris sur les réseaux sociaux de personnes médiatiques ou liées aux médias, telle que Frédéric Haziza.